# Александар Пантич
Александар Па́нтич (серб. Aleksandar Pantić / Александар Пантић, нар. 11 квітня 1992, Аранджеловац) — сербський футболіст, захисник.
Виступав на батьківщині за клуби «Рад» та «Црвену Звезду», а також в Іспанії «Вільярреал», «Кордобу», «Ейбар» та «Алавес». Крім того грав за юнацьку та молодіжну збірну Сербії, викликався в національну збірну, але був лише в заявці у 2 матчах.

## Клубна кар'єра

### Початок кар'єри
Народився 11 квітня 1992 року в місті Аранджеловац, СФРЮ, нині — у Шумадійський окрузі Сербії, 20-тисячному містечку, що за 75 кілометрів від Белграда. Вихованець футбольної школи клубу «Партизан», проте в першій команді чорно-білих він так і не зіграв.
Пантич дебютував на професійному рівні у складі белградського «Раду» 29 травня 2011 року, в матчі сербської Суперліги проти «Явору» з Іваниці. Всього в першому сезоні 2010/11 він зіграв п'ять матчів, а роком пізніше — 19 разів виходив на поле у футболці «Раду». У тих 19 поєдинках (1606 хвилин, проведених на полі) він отримав п'ять жовтих і одну червону картку. Також у складі «Раду» Александар дебютував у єврокубках, у кваліфікації Ліги Європи 2011/12, де зіграв 3 матчі. На початку сезону 2012/13 він заробив два попередження і, відповідно, вилучення в одному своєму матчі з двох.
Більше зіграти в тому сезоні за «Рад» не встиг, оскільки в останні години трансферного вікна літа 2012 року, 31 серпня, Пантич підписав однорічний контракт з белградською «Црвеною Звездою». Клуб запримітив оборонця і викупив його за 425 тисяч євро. Однак у новій команді він надовго не затримався. Вже за півроку іспанський «Вільярреал» заплатив за Пантича 300 тисяч євро і отримав права на молодого гравця.

### Виступи в Іспанії
У «Вільярреалі» кар'єра у Пантича пішла не найліпшим чином. Дебютував за «жовту субмарину» 6 січня наступного року, вийшовши на заміну в матчі проти «Райо Вальєкано» (5:2). В основу він не потрапляв, зігравши за сезон лише у 9 матчах Ла Ліги, тому згодом мусив грати на правах оренди за інші іспанські клуби.
У серпні 2014 року був відданий в оренду новачку чемпіонату Іспанії, клубу «Кордова». У «Кордобі» серб відразу став основним гравцем і за 29 матчів і 2412 хвилин заробив 6 жовтих і одну пряму червону картку, проте врятувати клуб від вильоту з Ла Ліги не зумів.
У наступному сезоні Пантич виступав на правах оренди за «Ейбар». За «Ейбар» провів двадцять матчів в Прімері, з яких 18 — в стартовому складі.
В серпні 2016 року на правах оренди перейшов в «Алавес». В серпні-вересні захисник пропустив місяць через травму. Відновившись, Пантич вийшов на заміну в програному матчі з «Севільєю», де грав на позиції правого захисника і навіть відзначився в тому матчі ассистом (передача на Лагуардію стала його першою і єдиною гольовою передачею в Іспанії), проте потім отримав м'язову травму і пропустив приблизно півтора місяця. Далі він зіграв в центрі захисту з «Вільярреалом» (2:0), якому і належав, і більше на полі в чемпіонаті не з'являвся, потрапивши лише двічі (у семи матчах) в заявку на гру. Натомість серб був основним гравцем баскської команди у Кубку Іспанії, де Пантич повністю відіграв в чотирьох з шести зіграних «Алавесом» кубкових поєдинків і допоміг пробитися команді в півфінал турніру. Всього виступаючи в Іспанії встиг відіграти за клуби 60 матчів в Ла Лізі і 13 ігор в Кубку Іспанії.

### «Динамо»
1 лютого 2017 року Пантич на правах вільного агента підписав контракт з київським «Динамо». Сербський захисник одразу закріпився у стартовому складі киян, особливо після переходу «Динамо» на нову тактичну схему 3-4-3. Дебютував у команді 25 лютого 2017 року у виїзному матчі проти луганської «Зорі» (2:1). У другій половині сезону 2016/17 регулярно виходив в основному складі, провівши 13 матчів у чемпіонаті. У сезоні 2017/18 у зв'язку із приходом нового головного тренера Олександра Хацкевича та зміною командної тактики втратив місце в основному складі, провівши кілька матчів у чемпіонаті і кубку країни, а також єврокубках. У 2018 календарному році у складі команди не з'являвся.
30 січня 2019 року був відданий у піврічну оренду з опцією викупу в іспанський «Кадіс», який виступав у Сегунді.

## Виступи за збірні
Протягом 2012—2015 років залучався до складу молодіжної збірної Сербії. Його дебют у складі «молодіжки» відбувся 5 червня 2012 року в матчі проти молодіжної збірної Фарерських островів. Всього на молодіжному рівні зіграв у 16 офіційних матчах.
У березні Александара викликали і в національну збірну Сербії. Але в товариських матчах проти поляків (0:1) і естонців (1:0) наставник команди Радован Чурчич, що працював з Пантичем в молодіжці, залишав його на лавці запасних.

## Статистика
Станом на 2 лютого 2017
|                   |                   |                   | Ліга | Ліга | Кубок | Кубок | Міжнародні  | Міжнародні  | Всього | Всього |
| Сезон             | Клуб              | Ліга              | Ігри | Голи | Ігри  | Голи  | Ігри        | Голи        | Ігри   | Голи   |
| Сербія            | Сербія            | Сербія            | Ліга | Ліга | Кубок | Кубок | Ліга Європи | Ліга Європи | Всього | Всього |
| ----------------- | ----------------- | ----------------- | ---- | ---- | ----- | ----- | ----------- | ----------- | ------ | ------ |
| 2010/11           | «Рад»             | Суперліга         | 5    | 0    | 0     | 0     | 0           | 0           | 5      | 0      |
| 2011/12           | «Рад»             | Суперліга         | 19   | 0    | 1     | 0     | 3           | 0           | 23     | 0      |
| 2012/13           | «Рад»             | Суперліга         | 2    | 0    | 0     | 0     | 0           | 0           | 2      | 0      |
| 2012/13           | «Црвена Звезда»   | Суперліга         | 13   | 1    | 2     | 0     | 0           | 0           | 15     | 1      |
| Всього            | Сербія            | Сербія            | 39   | 1    | 3     | 0     | 3           | 0           | 45     | 1      |
| Іспанія           | Іспанія           | Іспанія           | Ліга | Ліга | Кубок | Кубок |             |             | Всього | Всього |
| 2013/14           | «Вільярреал»      | Ла Ліга           | 9    | 0    | 4     | 0     | 0           | 0           | 13     | 0      |
| 2014/15           | «Кордова»         | Ла Ліга           | 29   | 0    | 2     | 0     | 0           | 0           | 31     | 0      |
| 2015/16           | «Ейбар»           | Ла Ліга           | 20   | 0    | 3     | 0     | 0           | 0           | 23     | 0      |
| 2016/17           | «Алавес»          | Ла Ліга           | 2    | 0    | 4     | 0     | 0           | 0           | 6      | 0      |
| Всього            | Іспанія           | Іспанія           | 60   | 0    | 13    | 0     | 0           | 0           | 73     | 0      |
| Україна           | Україна           | Україна           | Ліга | Ліга | Кубок | Кубок |             |             | Всього | Всього |
| 2016/17           | «Динамо» (Київ)   | Прем'єр-Ліга      | —    | —    | —     | —     | —           | —           | —      | —      |
|                   |                   |                   | Ліга | Ліга | Кубок | Кубок | Міжнародні  | Міжнародні  | Всього | Всього |
| Всього            | Україна           | Україна           | —    | —    | —     | —     | —           | —           | —      | —      |
| Всього за кар'єру | Всього за кар'єру | Всього за кар'єру | 99   | 1    | 16    | 0     | 3           | 0           | 118    | 1      |